# Mirosław Gołuński
Mirosław Gołuński (ur. 1973, zm. 20 maja 2022) – polski literaturoznawca, doktor habilitowany nauk humanistycznych, profesor uczelni Uniwersytetu Kazimierza Wielkiego w Bydgoszczy.

## Życiorys
Był absolwentem V Liceum Ogólnokształcącego w Bydgoszczy i Wyższej Szkoły Pedagogicznej w Bydgoszczy (obecnie Uniwersytet Kazimierza Wielkiego). W 2002 rozpoczął pracę w macierzystej uczelni (wówczas pod nazwą Akademii Bydgoskiej im. Kazimierza Wielkiego). Przeszedł tam wszystkie szczeble kariery akademickiej.
W 2008 na podstawie napisanej pod kierunkiem Lidii Wiśniewskiej rozprawy pt. Mity w twórczości Teodora Parnickiego uzyskał na Wydziale Humanistycznym Uniwersytetu Kazimierza Wielkiego w Bydgoszczy stopień naukowy doktora nauk humanistycznych w dyscyplinie literaturoznawstwo. W 2020 uzyskał na tej samej uczelni stopień doktora habilitowanego nauk humanistycznych w dyscyplinie literaturoznawstwo.
Był adiunktem w Instytucie Filologii Polskiej Wydziału Humanistycznego Uniwersytetu Kazimierza Wielkiego w Bydgoszczy. Następnie objął takie samo stanowisko w Katedrze Literatury Powszechnej i Komparatystyki Wydziału Literaturoznawstwa UKW. Został profesorem uczelni w Uniwersytecie Kazimierza Wielkiego.
Pełnił funkcję sekretarza Oddziału Bydgoskiego Towarzystwa Literackiego. Był zaangażowany w działalność wielu placówek oświatowych i instytucji kultury w Bydgoszczy.
W badaniach literaturoznawczych zajmował się m.in. fantastyką.
Zmarł 20 maja 2022 w wyniku zawału serca w wieku 48 lat.
Został pochowany 27 maja 2022 na Cmentarzu Komunalnym przy ul. Ludwikowo w Bydgoszczy. Ceremonia pogrzebowa miała charakter świecki.
Od 2023 Mirosław Gołuński jest patronem publicystycznej kategorii JaSkra – literackiego konkursu Cechu Fantastyki „SkierCon”.